# Pierre de Bauffremont

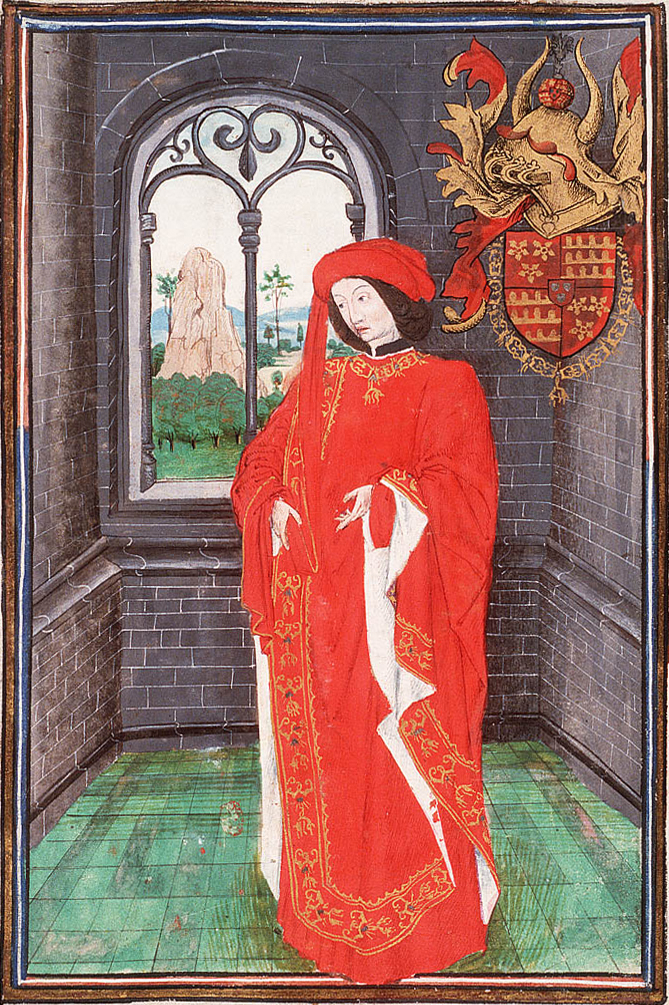
Pierre de Bauffremont

Pierre de Bauffremont (* 1400; † 7. August 1472 in Couchey), genannt Pierre de Charny, stammt aus dem Haus Bauffremont. Er war Graf von Charny, Herr von Montfort und der Seneschall von Burgund. 1430 wurde er als einer der ersten Ritter in den Ordens vom Goldenen Vlies aufgenommen.
Er heiratete in erster Ehe Agnès de Saulx, in zweiter Ehe Jeanne de Montagu und in dritter Ehe am 12. November 1447 Marie von Burgund, eine uneheliche Tochter des Herzogs Philipp der Gute. Aus der dritten Ehe hatte er drei Töchter:
- Antoinette, † 1483, Comtesse de Charny, ⚭ Antoine von Luxemburg, Graf von Brienne, Baron de Piney, † 1519 (Haus Luxemburg-Ligny)
- Philiberte, † 1481; ⚭ Jean de Longwy, † 1510, Seigneur de Pagny (Haus Chaussin)
- Jeanne, Dame de Mirebeau, de la Borde, de Ruigny et de Sérigny, † 1508; ⚭ I Hélion de Grandson, ⚭ II Jacques Rolin, † 1476; ⚭ III Philippe de Longwy, † 1493, Seigneur de Pagny, de Givry et Longepierre (Haus Chaussin)

Antoinette erbte den Besitz ihres Vaters, der über ihre Tochter Philiberte, Comtesse de Charny, die spätere Ehefrau von Jean de Chalon, Fürst von Orange und Seigneur de Montfort aus dem Haus Chalon, vererbt wurde.